# Лещидул-Старий
Лещидул-Старий (пол. Leszczydół Stary) — село в Польщі, у гміні Вишкув Вишковського повіту Мазовецького воєводства.
Населення — 694 особи (2011).
У 1975-1998 роках село належало до Остроленцького воєводства.

## Демографія
Демографічна структура станом на 31 березня 2011 року:
|          | Загалом | Допрацездатний вік | Працездатний вік | Постпрацездатний вік |
| -------- | ------- | ------------------ | ---------------- | -------------------- |
| Чоловіки | 360     | 97                 | 233              | 30                   |
| Жінки    | 334     | 72                 | 198              | 64                   |
| Разом    | 694     | 169                | 431              | 94                   |